# 고분자화합물
고분자화합물(高分子化合物)은 흔히 분자량이 10,000 이상인 화합물을 가리키는 말이다. 천연 고분자화합물과 합성 고분자화합물로 나뉘는데 천연수지(천연고분자화합물)는 단백질·탄수화물·핵산 등이 있고, 합성수지(합성고분자화합물)는 폴리염화비닐·나일론·폴리에틸렌 등이 있다.
전기·전자제품과 섬유·합성고무·도료·플라스틱·접착제 등을 만드는 데 사용된다.

## 같이 보기
- 합성 고분자 화합물